# Ugo Angelo Canello
Ugo Angelo Canello (* 21. Juni 1848 in Valdobbiadene; † 12. Juni 1883 in Padua) war ein italienischer Romanist.

## Leben und Werk
Canello besuchte Schulen in Vittorio Veneto und studierte in Padua (Abschluss 1869), dann ein Jahr bei Friedrich Diez in Bonn. Ab 1872 lehrte er in Padua als Privatdozent romanische Philologie. Ab 1874 lehrte er in Mailand. Nachdem er einen Ruf nach Graz abgelehnt hatte, ging er 1876 zurück nach Padua und wurde dort 1882 Ordinarius für romanische Philologie. Ein Jahr später starb er an den Folgen eines Sturzes. Sein Nachfolger wurde Vincenzo Crescini.

## Werke
- Saggi di critica letteraria, Bologna 1877
- Storia della letteratura italiana nel secolo XVI, Mailand 1881
- (Übersetzer) Fiorita di Liriche provenzali, Bologna 1881
- (Hrsg.) La vita e le opere del trovato Arnaldo Daniello, Halle an der Saale 1883; Arnaut Daniel, Les poésies, hrsg. von René Lavaud, Toulouse 1910, Genf 1973, 2013